# 羅德斯巨人
《羅德斯巨人》（西班牙語：El Coloso de Rodas、Le Colosse de Rhodes）是西班牙超現實主義畫家萨尔瓦多·达利1954年的油畫。达利為1956年電影《世界七大奇蹟》繪製了七幅畫，每一幅都畫個奇蹟，《羅德斯巨人》就是其中之一。作品上是希臘太陽泰坦神赫利俄斯的古代雕像羅得島太陽神銅像。這幅畫沒用在電影上，於1981年捐給伯恩美術館，並保存至今。
作品是達利在超現實主義運動達到鼎盛時期的20年後所創作，體現他從前衛到主流的轉變。達利1940年移居到美國後財務產生的壓力，加上對好萊塢的迷戀，注意力從早期探索潛意識和感知轉向歷史和科學。
達利的表現手法啟發自大英博物館雕塑家和修復師赫伯特·瑪麗恩1953年的論文，瑪麗恩提出歷史巨像是空心，由青銅板製成，位於港口旁而非橫跨，並使用懸掛的布料為雕像提供穩固的三腳架底座，達利將上述元素全融入其中。

## 背景

### 羅得島太陽神銅像

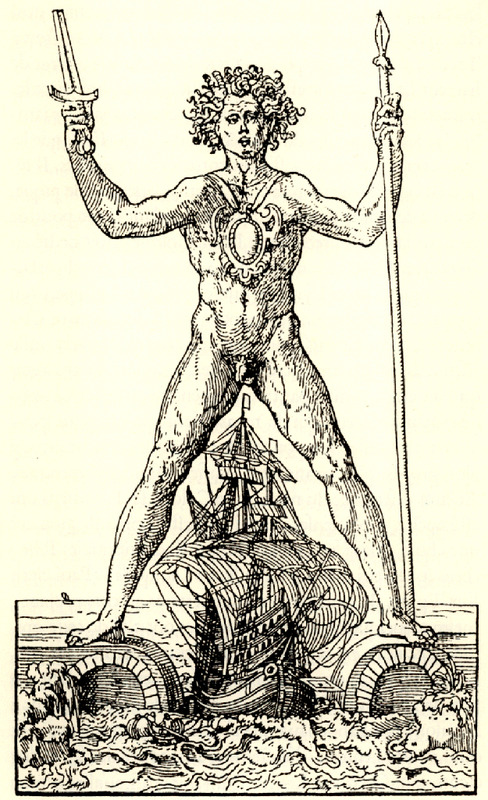
安德烈·特韋16世紀的版畫，想像巨像橫跨港灣，加利恩帆船從下方駛過

羅得島太陽神銅像是希臘太陽神赫利俄斯的巨像，於公元前三世紀矗立在羅德島港口半個多世紀。公元前一世紀歷史學家西西里的狄奧多羅斯指出雕像是在林多斯的查爾斯的指導下建造，來紀念城市於公元前305至304年在包圍羅德島中戰勝德米特流斯·波利歐西特斯，赫利俄斯作為羅德島和城市的守護神而受勳。雕像一直屹立到公元前226年羅德島地震，根據老普林尼在三世紀後的《博物志》記載，其因地震倒塌。宣信者狄奧法內斯在公元後九世紀的《編年史》（Chronographia）寫雕像的廢墟留到652至653年，不久後穆阿維亞一世征服羅德島，巨像作廢品來賣。從狄奧多羅斯和其他作家的名單開始，巨像被認證為古代世界七大奇蹟。
當代沒有現存的巨像描述，唯一的證據只有文字，大部分都是對雕像的摘要並追溯了數個世紀，而且這些文件證據通常有注入想像。自十八世紀以來，科學界一直持續嘗試重新設想巨像。赫伯特·瑪麗恩在1953年的演講中提出這座雕像是空心，屹立在港口旁而非橫跨，由薄過1⁄16英寸（1.6）的青銅板製成，瑪麗恩更表示底座是懸掛布料形成的三個支撐點來撐住巨像。瑪麗恩的理論於1956年發表，也就是達利創作這幅畫的兩年後，但瑪麗恩1953年演講的報紙文章在國籍上激增，原因是他的理論影響了達利。

### 達利與好萊塢
達利長期以來都很著迷於好萊塢電影，他稱這個行業是超現實主義的媒介，而華特·迪士尼、塞西爾·德米爾和馬克思兄弟是「美國三大超現實主義者」。他1937年的文章《好萊塢的超現實主義》（Surrealism in Hollywood）寫「在我看来，我們已看過顯現、迷糊、如此多（呈現）真實亢奮、機會和夢想的相片，但没有比好萊塢不知不覺產生的神秘『幻覺賽璐珞』更適合被超現實主義的火焰吞噬」。
達利受委託為1956年探索自然和人造奇蹟的旅行紀錄片《世界七大奇蹟》繪製藝術品，他也於1954年完成畫作《羅德斯巨人》、《金字塔》（The Pyramids）、《奧林匹亞宙斯雕像》（The Statue of Olympian Zeus）、《以弗所的戴安娜神廟》（The Temple of Diana at Ephesus）、《巴比倫城牆》（The Walls of Babylon）和亞歷山大燈塔的兩個版本。1955年，他畫了《巴比倫城牆》的另一版本和最後一個奇蹟《摩索拉斯王陵墓》（The Mausoleum at Halicarnassus）。電影最終沒有用這些畫作。

## 畫作詳解
畫中羅得島太陽神銅像站在未加工的方石，視角從雕像底座下方往上看，暗示觀者正坐船靠近城市，並強調雕像的碩大無朋。海利歐斯的腰間纏繞了塊布料，從他左臂垂下落到身後的地上，右手則舉起搭在眼睛上方來遮擋他掌管的太陽，藝術歷史學家因此稱達利的作品是「曖昧不清的超現實主義」。達利在右下角署名並標注日期「萨尔瓦多·达利/1954」。

## 主題
達利最受認可的作品都是1940年之前，當時他正全神貫注於潛意識和感知的本質。1931年的《記憶的堅持》是他最廣為人知的作品，並代表他在前衛長達十年的鞏固地位。達利於1940年移居到美國後產生財政壓力，卻將他的表演天賦體現出來，這有助建立他與好萊塢的關係。隨著二戰結束，達利的作品轉向歷史和宗教，並融合現代文化和商業藝術的多個方面。
《羅德斯巨人》完美呈現達利對電影、歷史和科學的想法，以及對超現實主義的放寬。太陽神遮擋自己管治的地方略微有超現實主義意味，整幅畫更像張海報，切合為電影創作的作品。達利的巨像類似漫畫超級英雄，尤其像自由女神像的預備版。與瑪麗恩的論文相比，學者戈德弗魯伊德·德·卡拉泰（Godefroid de Callataÿ）表示這幅畫「不是那麼原創」。達利複製了瑪麗恩提出的巨像樣子，清晰描繪了青銅板，以及同樣以一塊布支撐人物的三點架構。

## 出處
畫作收藏在伯恩美術館，由喬治·F·凱勒（Georges F. Keller）於1981年遺贈。作品於1983年在馬德里現代藝術博物館、1989年在斯圖加特國立美術館、從1989至1990年在胡姆勒贝克路易斯安那現代藝術博物館和1990年晚旬在蒙特婁美術館展出。
達利《世界七大奇蹟》系列的其他作品都已上架出售。《奧林匹亞宙斯雕像》於2009年在蘇富比賣出482,500美元，現藏於諸橋近代美術館。2013年，蘇富比以845,000美元賣出《以弗所的黛安娜神廟》，現屬私人收藏。《巴比倫城牆》於2014年上架到蘇富比，估價300,000至400,000英鎊，但並未賣掉。達利1955年相同主題的畫作都已拍賣，佳士得分別於2016和2001年以1,325,000美元和168,750英鎊賣掉《摩索拉斯王陵墓》和《巴比倫城牆》。

## 版本

《羅德斯巨人首版》（1954）

達利創作了至少一幅預備習作，像是1954年用墨水在紙板畫的《羅德斯巨人首版》（First Version of The Colossus of Rhodes），尺寸為25乘35.3厘米（9.8乘13.9英寸），畫中有三幅巨像的素描。作品從2010年11月3日至2011年4月30日在紐約時代華納中心的展覽《達利在時代華納中心：天才的幻景》（Dalí at Time Warner Center: The Vision of a Genius）展出，也有拿來出售。
複製雕像的石版畫經常拿來賣。艾瑞克·沙尼斯（Eric Shanes）表示由於達利「愛利用以及又或者懶散的態度」，導致他的石版畫交易「陷入混亂」。達利避開有限印刷中印版用完後銷毀的慣例，在約40,000至350,000張空白紙上簽名後與他的作品一起印刷出來，再加上容易被偽造的簽名使贗品遍地開花，沙尼斯因而稱其為「藝術史犯下最大和持續時間最長的金融詐騙行為」，這也讓石版畫幾乎一文不值。

### 引用
1. ↑  de Callataÿ 2006，第42-44頁.
2. ↑  de Callataÿ 2006，第42-43頁.
3. ↑  de Callataÿ 2006，第43-44頁.
4. ↑  de Callataÿ 2006，第44頁.
5. ↑  Maryon 1956，第68頁.
6. ↑  de Callataÿ 2006，第40-41頁.
7. ↑  de Callataÿ 2006，第47-48頁.
8. ↑  de Callataÿ 2006，第51頁.
9. ↑  Maryon 1956，第72-75, 79-81頁.
10. ↑  de Callataÿ 2006，第53-54頁.
11. ↑  Easby, Jr. 1966.
12. ↑  Maryon 1947.
13. ↑  Maryon 1956，第72-75頁.
14. 1 2 3 4 5  de Callataÿ 2006，第54頁.
15. ↑  Maryon 1956.
16. ↑  Badoud 2012，第34-36, 36 n.129頁.
17. ↑  King 2007，第59-60頁.
18. ↑  King 2007，第59頁.
19. 1 2 3 4  Catalogue Raisonné 689.
20. 1 2  Catalogue Raisonné 693.
21. 1 2  Arte Moderno y Contemporáneano.
22. 1 2  Catalogue Raisonné 695.
23. 1 2  Catalogue Raisonné 1149.
24. ↑  Catalogue Raisonné 692.
25. ↑  Catalogue Raisonné 690.
26. ↑  Catalogue Raisonné 691.
27. 1 2 3 4  Christie's 2016.
28. 1 2  Sotheby's 2014.
29. ↑  Catalogue Raisonné 1148.
30. ↑  King 2007，第60頁.
31. ↑  Beristain & Descharnes 1983，第205頁.
32. 1 2 3 4  Shanes 2012，第224-225頁.
33. ↑  Shanes 2012，第47-48頁.
34. ↑  Shanes 2012，第35-36頁.
35. ↑  Shanes 2012，第53, 57頁.
36. 1 2  Shanes 2012，第48-53頁.
37. ↑  Kozak & Hickman 2019，第189頁.
38. ↑  Sotheby's 2009.
39. ↑  Sotheby's 2013.
40. ↑  Christie's 2001.
41. 1 2  Sabater y Bonany 2010，第31頁.
42. ↑  Sabater y Bonany 2010，第1, 31頁.
43. ↑  Los Angeles Times 1985.
44. ↑  Shanes 2012，第57頁.
45. ↑  Shanes 2012，第54-57頁.
46. ↑  Shanes 2012，第48, 54-57頁.

### 書目
- Badoud, Nathan. . Monuments et Mémoires de la Fondation Eugène Piot. 2012-01, 91: 5–40. doi:10.3406/piot.2012.1738.
- Beristain, Ana; Descharnes, Robert. . Madrid: Ministerio de Cultura. 1983. ISBN 84-500-8720-1.
- . Catalogue Raisonné of Paintings by Salvador Dalí. Gala-Salvador Dalí Foundation.   [2018-01-13]. （原始内容存档于2019-02-13）.
- de Callataÿ, Godefroid. . Ligota, Christopher R.; Quantin, Jean-Louis  (编). . London: Oxford University Press. 2006: 39–73  [2022-03-17]. ISBN 978-0-19-928431-3. （原始内容存档于2022-03-16）.
- Easby, Jr., Dudley T. . American Journal of Archaeology (Archaeological Institute of America). July 1966, 70 (3): 287. JSTOR 501899. doi:10.1086/AJS501899.
- . Advertising Supplement. Los Angeles Times (Los Angeles, California). 1985-04-12: 2 –Newspapers.com.
- King, Elliot H. . Harpenden: Kamera Books. 2007. ISBN 978-1-904048-90-9.
- Kozak, Lynn; Hickman, Miranda. . Bloomsbury Publishing. 2019. ISBN 9781350040960.
- . Catalogue Raisonné of Paintings by Salvador Dalí. Gala-Salvador Dalí Foundation.   [2018-01-14]. （原始内容存档于2019-04-04）.
- . Catalogue Raisonné of Paintings by Salvador Dalí. Gala-Salvador Dalí Foundation.   [2018-01-14]. （原始内容存档于2019-04-04）.
- Maryon, Herbert. . Antiquity. 1947-09, XXI (83): 137–144. S2CID 163948719. doi:10.1017/S0003598X00016598.
- Maryon, Herbert. . The Journal of Hellenic Studies. 1956, LXXVI: 68–86. JSTOR 629554. doi:10.2307/629554.
- . Catalogue Raisonné of Paintings by Salvador Dalí. Gala-Salvador Dalí Foundation.   [2018-01-14]. （原始内容存档于2019-04-04）.
- Sabater y Bonany, Enrique. . New York: Galerie Elysses. 2010. OCLC 794730258.
- . Christie's. 2016  [2018-01-13]. （原始内容存档于2019-05-11）.
- . Christie's. 2001  [2018-01-14]. （原始内容存档于2019-05-11）.
- . Sotheby's. 2014  [2018-01-13]. （原始内容存档于2022-03-16）.
- . Fundación AMYC.   [2019-03-08]. （原始内容存档于2019-12-30）.
- . Sotheby's. 2009  [2018-01-14]. （原始内容存档于2022-03-16）.
- . Sotheby's. 2013  [2018-01-14]. （原始内容存档于2022-03-16）.
- Shanes, Eric. . New York: Parkstone International. 2012. ISBN 978-1-78042-879-6.
- . Catalogue Raisonné of Paintings by Salvador Dalí. Gala-Salvador Dalí Foundation.   [2018-01-14]. （原始内容存档于2019-04-04）.
- . Catalogue Raisonné of Paintings by Salvador Dalí. Gala-Salvador Dalí Foundation.   [2018-01-14]. （原始内容存档于2019-04-04）.
- . Catalogue Raisonné of Paintings by Salvador Dalí. Gala-Salvador Dalí Foundation.   [2018-01-14]. （原始内容存档于2019-04-04）.
- . Catalogue Raisonné of Paintings by Salvador Dalí. Gala-Salvador Dalí Foundation.   [2018-01-14]. （原始内容存档于2019-04-04）.